# Oreocarya breviflora
Oreocarya breviflora är en strävbladig växtart som beskrevs av Osterhout. Oreocarya breviflora ingår i släktet Oreocarya och familjen strävbladiga växter. Inga underarter finns listade i Catalogue of Life.